# سولار سنشري
سولار سنشري، (بالإنجليزية: Solarcentury)‏، تعد أكبر شركة للطاقة الشمسية في المملكة المتحدة. تأسست في عام 1998، من قبل جيولوجي النفط السابق جيريمي ليغيت، وبلغت مبيعاتها السنوية 168 مليون جنيه إسترليني في عام 2015-2016.

تقوم الشركة، بتصميم وتركيب أنظمة الطاقة الشمسية للمباني في المملكة المتحدة، وأوروبا القارية ، وتوفر منتجات الطاقة الشمسية بالجملة.
في عام 2007 فازت الشركة بجائزة اشدين لعملهم في مجال الطاقة الدائمة.